# Zhong Qianxin
Zhong Qianxin (chinesisch 钟倩欣, * 8. Mai 1990 in Guangzhou) ist eine chinesische Badmintonspielerin.

## Karriere
Zhong Qianxin wurde 2007 Juniorenweltmeisterin und 2008 Juniorenvizeweltmeisterin im  Damendoppel mit Xie Jing. Die Junioren-Asienmeisterschaft 2008 gewannen beide ebenfalls. Bei den China Open 2008 wurden sie bereits Fünfte. Mit dem Wechsel der Partnerin zu Ma Jin gewann Zhong Qianxin 2010 mit den Vietnam Open ihre erste große Meisterschaft. Bei den China Masters 2010 wurde die Paarung Fünfte.

## Sportliche Erfolge
| Saison | Veranstaltung               | Disziplin   | Platz | Name                     |
| ------ | --------------------------- | ----------- | ----- | ------------------------ |
| 2007   | Junioren-Weltmeisterschaft  | Damendoppel | 1     | Xie Jing / Zhong Qianxin |
| 2008   | Junioren-Weltmeisterschaft  | Damendoppel | 2     | Xie Jing / Zhong Qianxin |
| 2008   | Junioren-Asienmeisterschaft | Damendoppel | 1     | Xie Jing / Zhong Qianxin |
| 2008   | China Open                  | Damendoppel | 5     | Xie Jing / Zhong Qianxin |
| 2010   | Vietnam Open                | Damendoppel | 1     | Ma Jin / Zhong Qianxin   |
| 2010   | China Masters               | Damendoppel | 5     | Ma Jin / Zhong Qianxin   |